# Alexandre Hardy
Pour les articles homonymes, voir Hardy.
Alexandre Hardy, né Alexandre Le Hardy à Paris vers 1570 et mort en 1632, est un dramaturge français. Il est l'un des dramaturges les plus prolifiques de tous les temps : bien qu'il n'en subsiste que trente-quatre, généralement rattachées au genre de la tragédie irrégulière, il a affirmé avoir écrit environ six cents pièces.

## Biographie
À la fin du XVIe siècle, il devient le « poète à gages » des « Comédiens du Roi », dirigés par l’acteur Valleran Le Conte, avec lesquels il mène une vie itinérante. Cette troupe ambulante se produit en province et joue à Paris à l'Hôtel de Bourgogne en 1598-1600, de 1606 à 1608 et de 1609 à 1612. Pour la troupe, il compose un grand nombre de pièces (tragédies, tragi-comédies) que Valleran Le Conte essaie en vain d'imposer au public parisien, qui préfère à ce « théâtre nouveau » la farce traditionnelle et la commedia dell'arte.
Après la disparition de Valleran Le Conte, il devient l'auteur attitré de la troupe que dirige désormais l'acteur Bellerose.  Ils sont à Marseille en 1620, puis à Paris en 1622. En raison de ses relations difficiles avec Bellerose (qui lui achète ses pièces pour une somme dérisoire, et lui interdit de les publier afin d'en conserver le monopole), Hardy commence à écrire pour une autre compagnie. Bellerose et Alexandre Hardy rejoignent par la suite la troupe de Gros-Guillaume et obtiennent en 1629, par un arrêt du Conseil du Roi, le droit exclusif de se produire à l'Hôtel de Bourgogne.
Les nombreuses dédicaces de Hardy ne semblent jamais lui avoir apporté la richesse ou même des protecteurs[réf. nécessaire]. Son ami le plus influent était Isaac de Laffemas, un des agents les moins scrupuleux[réf. nécessaire] de Richelieu. Il était également ami avec Théophile de Viau, qui s'est adressé à lui dans quelques vers placés en tête de son Théâtre de 1632. De Viau y vante notamment la facilité et l'abondance d'un des auteurs les plus prolifiques du théâtre français dans les vers suivants :
HARDY, dont les lauriers féconds,

Font ombre à tant de doctes testes

Que les plus grands de nos Poëtes,

S’honorent d’être ses seconds.
Tristan L'Hermite l’admirait également et fait son éloge dans des Stances précédant les œuvres d'Hardy : 
Ses vers, si doux et si puissants,

Ont mille charmes ravissants,

Qui forcent les rochers de suivre leur cadence.
Les pièces d’Hardy étant écrites pour la scène et non pour être lues, il était de l’intérêt de la compagnie qu’elles ne soient pas imprimées afin de ne pas tomber dans le domaine public. Hardy écrivait rapidement, adaptant souvent des pièces de sources françaises, étrangères et classiques (Ovide, Lucien, Plutarque, Xénophon, Quinte-Curce, Flavius Josèphe, Cervantes, Jorge de Montemayor, Boccace, François de Rosset).
En 1623, il publie Les Chastes et loyales amours de Théagène et Chariclée, une tragicomédie en huit « journées » ou des « poésies dramatiques ». Il commence l’édition de ses œuvres, Le Théâtre d'Alexandre Hardy, parisien, dont cinq volumes son édités avant sa mort, l’un à Rouen et le reste à Paris (1624-1628).
Il est mort de la peste[réf. nécessaire].

## Son importance dans l'histoire de la littérature dramatique
- Si vous ne connaissez pas le sujet, laissez ce bandeau (vous pouvez alors contacter les auteurs).
- Si vous supprimez le contenu mis en cause (vous pouvez préalablement contacter les auteurs),

argumentez précisément cette suppression dans la page de discussion
(un manque de référence n'est pas un argument ; une recherche réelle de référence doit avoir été effectuée, être formellement documentée).
L’importance de Hardy dans l’histoire du théâtre français a souvent été négligée. Jusqu’à la fin du XVIe siècle, la farce médiévale dominait la scène populaire à Paris. La tragédie française de la Renaissance d’Étienne Jodelle et de ses continuateurs avait été écrite pour un public instruit et, lorsque Hardy a presque fini son œuvre en 1628 et que Jean Rotrou et Jean Mairet étaient au seuil de leur carrière, on connaît très peu de drames littéraires autres que ceux de Robert Garnier ou Antoine de Montchrestien.
Hardy a instruit le goût populaire et a rendu possible l’activité dramatique du XVIIe siècle. Possédant une expérience pratique de la scène approfondie, il a modifié la tragédie en conséquence, en maintenant cinq actes en vers, mais en supprimant le chœur (sauf dans ses toutes premières pièces), en limitant les monologues (bien qu’ils réapparaissent dans ses dernières pièces) et en apportant l’action et la variété qui faisaient défaut au drame lyrique de la Renaissance. Il a popularisé la tragicomédie. Ses tragédies sont proches du modèle de Sénèque le Jeune bien qu'elles fassent parfois écho aux pièces morales médiévales, mais Hardy ne se souciait pas de la Renaissance ou des règles théoriques d’Aristote ou d’Horace, de la règle des trois unités (ses pièces se passent dans beaucoup de lieux et durent plus de 24 heures) ou des règles de « bienséance » (ses pièces dépeignent ouvertement des viols et des assassinats et comportent souvent des personnages non-nobles). Les critiques des périodes suivantes l’ont déclaré illisible pour sa versification parfois amphigourique et maladroite ainsi qu’un certain goût pour les mots rares ou érudits, habitudes stylistiques toutes deux condamnées par Malherbe à la même période. Il est impossible de savoir combien les dramaturges du XVIIe siècle lui doivent exactement puisque seule une fraction de son œuvre a été préservée, mais on reconnaît généralement qu’il a créé un théâtre français d’action.

## Œuvres conservées
- Douze tragédies :
  - Didon se sacrifiant (1603)
  - Scédase ou l'Hospitalité violée, tiré de Plutarque : deux jeunes nobles de Sparte violent et tuent deux filles du pays tandis que leur père est parti ; ne pouvant obtenir justice, celui-ci se suicide. (1604)
  - Panthée (1604)
  - Méléagre (1604)
  - La Mort d'Achille (1607)
  - Coriolan (1607)
  - Mariamne (1610)
  - La Mort de Daire (1619)
  - La Mort d'Alexandre (1621)
  - Timoclée ou la Juste Vengeance (1615)
  - Lucrèce ou L'Adultère puni, tiré de Lope de Vega: un homme marié apprend de la courtisane de son amant que son épouse commet l'adultère ; il tue son épouse et son rival, mais est lui-même tué. (1616)
  - Alcméon ou la Vengeance féminine, un adultère mène au meurtre. (1618)
- Quatre pièces différemment répertoriées comme tragédies ou tragicomédies :
  - Procris ou la Jalousie infortunée (1605)
  - Alceste ou la Fidélité (1606)
  - Arianne ravie, histoire du rapt d’Ariane par Thésée (1606)[6]
  - Aristoclée ou Le Mariage infortuné (1621)
- Dix tragicomédies :
  - Arsacome (1609)
  - Dorise (1613)
  - Frégonde ou Le Chaste amour (1621)
  - Elmire ou l'Heureuse Bigamie (1615)
  - Gésippe ou Les Deux amis – tirée de Boccace : un jeune homme se fait remplacer par son ami dans le lit de mariage. (1622)
  - Phraarte ou Le Triomphe des vrais amants (1623), tiré de la traduction des Cent excellentes nouvelles de Giovanni Battista Giraldi (Paris, 1583)
  - Cornélie (1609)
  - La Force du sang, tiré de Cervantès : une fille est violée anonymement par un jeune noble à Tolède et donne naissance à un fils ; sept ans plus tard, ce fils est identifié par la famille du jeune noble et le couple se marie. (1612)
  - Félismène, tiré d'une source espagnole (1613)
  - La Belle Égyptienne, tiré d'une source espagnole (1615)
- Trois « poèmes dramatiques » :
  - Les Chastes et loyales amours de Théagène et Chariclée, basé sur le roman grec antique d’Héliodore d'Émèse.
  - Le Ravissement de Proserpine par Pluton (1611)
  - La Gigantomachie
- Cinq pastorales :
  - Alphée, ou la justice d'amour (considérée comme la meilleure de ses pastorales)
  - Alcée
  - Corinne (1616)
  - Le Triomphe d'Amour (1623)
  - L'Amour victorieux ou vengé (1618)

Les titres de douze pièces supplémentaires de Hardy sont également connus, auxquels l'on peut ajouter près de 600 pièces que l'auteur prétend avoir déjà écrites en 1628.

### Le Théâtre d'Alexandre Hardy(1624 - 1628)
En 1624, afin de toucher des droits d'auteurs sur ses pièces, Hardy commence à les faire publier. À sa mort auront été publiés cinq tomes du Théâtre d'Alexandre Hardy.
- Tome 1 (1624) Gallica :
  - Didon, se sacrifiant (tragédie) Gallica
  - Scédase, ou l'Hospitalité violée (tragédie) Gallica
  - Panthée (tragédie) Gallica
  - Méléagre (tragédie) Gallica
  - Procris, ou la jalousie infortunée (tragi-comédie) Gallica
  - Alceste, ou la fidélité (tragi-comédie) Gallica
  - Ariadne, Ravie (tragi-comédie) Gallica
  - Alphée, ou la Justice d'Amour (pastorale) Gallica
- Tome 2 (1625) Gallica :
  - Achille (tragédie) Gallica
  - Coriolan (tragédie) Gallica
  - Cornélie (tragi-comédie) Gallica
  - Arsacome, ou l'Amitié des Scythes (tragi-comédie) Gallica
  - Mariamne (tragédie) Gallica
  - Alcée, ou l'infidélité (pastorale) Gallica
- Tome 3 (1626) Gallica
  - Le Ravissement de Proserpine par Pluton Gallica
  - La Force du sang (tragi-comédie) Gallica
  - La Gigantomachie ou Combat des Dieux avec les Géants (poème dramatique) Gallica
  - Félismène (tragi-comédie) Gallica
  - Dorise (tragi-comédie) Gallica
  - Corine ou le Silence (pastorale) Gallica
- Tome 4 (1626) Gallica
  - La Mort de Daire (tragédie) Gallica
  - La Mort d'Alexandre (tragédie) Gallica
  - Aristoclée, ou le Mariage infortuné (tragi-comédie) Gallica
  - Frégonde, ou le Chaste amour (tragi-comédie) Gallica
  - Gesippe ou les Deux amis (tragi-comédie) Gallica
  - Phraarte ou le Triomphe des vrais amants (tragi-comédie) Gallica
  - Le Triomphe d'Amour (pastorale) Gallica
- Tome 5 (1628) Gallica
  - Timoclée, ou la Juste vengeance (tragédie) Gallica
  - Elmire, ou l'Heureuse bigamie (tragi-comédie) Gallica
  - La Belle égyptienne (tragi-comédie) Gallica
  - Lucrèce ou l'Adultère puni (tragédie) Gallica
  - Alcméon (tagédie) Gallica
  - L'Amour victorieux ou vengé (pastorale) Gallica

### Éditions récentes
- Théâtre complet, Paris, Classiques Garnier, 2013-…

1. Didon se sacrifiant, Scédase ou l’hospitalité violée, Panthée, Méléagre, Procris ou la jalousie infortunée,  Alceste ou la fidélité, Ariane ravie, Alphée ou la justice de l'amour (éd. S. Berrégard, F. Cavaillé, L. Hochgeschwender, C. Noille, J. Porcu-Adams; directeur d'ouvrage: Ch. Mazouer), 2013.
2. La Mort d’Achille, Coriolan, Cornélie,  Arsacome ou L'Amitié des Scythes, Mariamne, Alcée ou L'Infidélité (éd. S. Blondet, F. Cavaillé, J.-M. Civardi, N. Courtès, C. Dumas; directrice d'ouvrage: S. Berrégard), 2016.
3. Le Ravissement de Proserpine par Pluton, La Force du sang, La Gigantomachie ou combat des Dieux avec les Géants, Félismène, Dorise, Corinne ou le silence (éd. T. Tomotani, J.-Y. Vialleton), 2013.
4. La Mort de Daire, La Mort d’Alexandre, Aristoclée, Frégonde, Gésippe, Phraarte, Le Triomphe d’Amour (éd C. Candiard, F. Cavaillé, C. Dumas, T. Karsenti, E. Zanin; directeur d'ouvrage: F. Cavaillé), 2019.

- Scédase ou l'Hospitalité violée, in Théâtre du XVIIe siècle, Gallimard, coll. « Bibliothèque de la Pléiade » no 275, 1975, p. 86-129
- La Force du sang, in Théâtre du XVIIe siècle, Gallimard, coll. « Bibliothèque de la Pléiade » no 275, 1975, p. 131-184
- Lucrèce ou L'Adultère puni, in Théâtre du XVIIe siècle, Gallimard, coll. « Bibliothèque de la Pléiade » no 275, 1975
- Les Chastes et Loyales Amours de Théagène et Cariclée (éd: A. Amatuzzi, P. Cifarelli, M. Mastroianni, M. Pavesio, L. Rescia; éd. scientifique directrice: D. Dalla Valle, Paris), Classiques Garnier, 2015.
- Coriolan (édition du texte français avec introduction et notes par F. Cavaillé; English translation with introduction and notes by Richard Hillman), Tours, PU François Rabelais; 2019.

### Monographies
- Eugène Rigal, Alexandre Hardy et le théâtre français à la fin du XVIe siècle et au commencement du XVIIe siècle, Paris, Librairie Hachette, 1889, 715 p. (lire en ligne)
- Fabien Cavaillé, Alexandre Hardy et le théâtre de ville français au début du xviie siècle, Paris, Classiques Garnier, 2016, 489 p.